# 肝病毒屬
肝病毒屬(英文：Hepatovirus)是病毒的一個屬，其中A型肝炎病毒為模式種，是A型肝炎的病原體。

## 下属物种
本属包括以下物种：
- 甲型肝炎病毒 Hepatovirus A 
  - 人甲型肝炎病毒 Human hepatitis A virus
  - 猴甲型肝炎病毒 Simian hepatitis A virus
  - 禽腦脊髓炎病毒 Avian encephalomyelitis-like virus